# رز سیچوآن
رز سیچوآن(نام علمی: Rosa willmottiae) نام یک گونه از سرده رز است.